# Поздик Йосип Григорович
Йо́сиф По́здик (псевдо: «Дем'ян», «Дорош», «Євген», «Євтух»; 26 квітня 1921, с. Деренівка, нині Теребовлянська міська громада, Тернопільський район, Тернопільська область — 12 січня 1951, біля с. Берем'яни, Бучацька міська громада, Чортківський район, Тернопільська область) — український підпільник, заступник референта пропаганди Подільського крайового проводу ОУН, Лицар Срібного хреста заслуги УПА.

## Життєпис
Член ОУН із 1939 р. Ймовірно, референт Юнацтва ОУН Теребовлянського повітового проводу ОУН (1941-?).
Референт пропаганди (05.1944-05.1945, 08.1947-01.1951), заступник референта пропаганди (06.1945-08.1947) Тернопільського обласного/Подільського крайового проводу ОУН, керівник технічного звена «До Зброї» (1950—1951).
Отруєний агентами МДБ під час споживання їжі. Застрелився у криївці, щоб живим не потрапити в руки ворога.

## Нагороди
Згідно з Постановою УГВР від 15.06.1952 р. і Наказом Головного військового штабу УПА ч. 1/52 від 20.06.1952 р. референта пропаганди Подільського крайового проводу ОУН Йосип Поздик — «Євген» нагороджений Срібним хрестом заслуги УПА.

## Вшанування пам'яті
- 23.01.2022 р. від імені Координаційної ради з вшанування пам’яті нагороджених Лицарів ОУН і УПА у м. Тернопіль Срібний хрест заслуги УПА (№ 069) переданий Іванові Поздику, племіннику Йосифа Поздика – «Євгена».